# Палац у Горохові
Палац у Горохові — палац, побудований Валеріаном Стройновським у стилі ампір наприкінці XVIII ст. — початку XIX ст.

## Засновник та власники
Валеріан Стройновський (1753—1834) був російським сенатором та кавалером Ордену Білого Орла. Він мешкав у цьому маєтку разом з дружиною Олександрою (уроджена Тарновська), старостою Брацлава, а також донькою Валерією (1782—1849). Після Валерії власником маєтку став її син Тадеуш Антоній Тарновський (1819—1890). В кінці XIX ст. володіння палацом перейшло до Свистунова, а за ним до Людерсових.

## Історія
На початку XIX ст. у палаці знаходилася багата мистецька колекція, яка потім була переміщена до палацу в Дзвікуві, який також належав Тарновським. Попри те, на початку XX ст. старостська канцелярія знаходилася у вцілілому флігелі будівлі.

## Архітектура та вміст

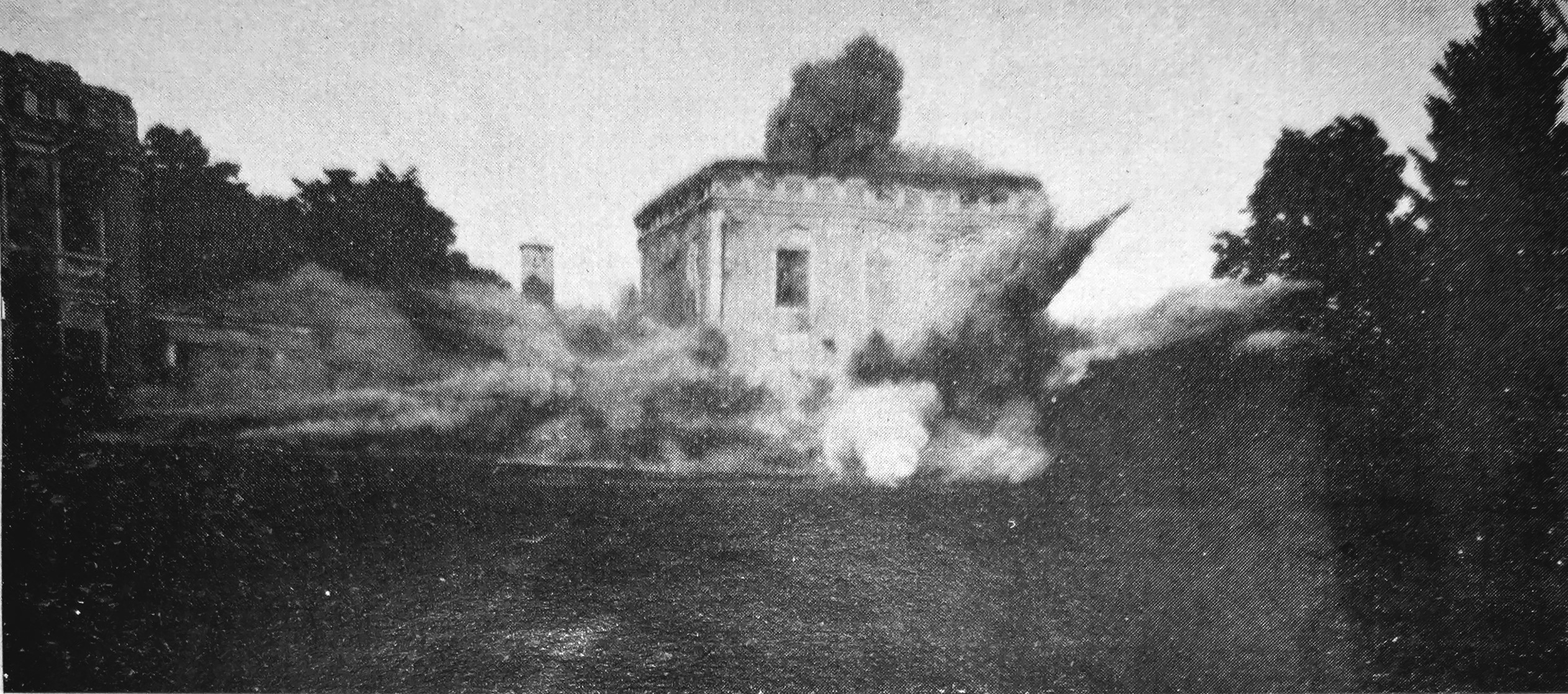
Весною 1918 року замок був підірваний.

Даний палац — двоповерхова видовжена прямокутна будівля з чотирисхилим дахом. Навколо палацу розташований англійський сад. На початку XX ст. палац зазнав перебудови через зруйнування наприкінці XIX ст. Палац містив у собі широку колекцію творів італійський, французьких, німецьких та голландських художників. Античні скульптури з Помпеїв та Геркуланума з зображенням Персея, Амура, Психеї. Також численні вази, мозаїчні столики, кристали. Бібліотека палацу мала у собі численні польські та іноземні книги, гравюри та об'єкти нумізматики.